# Srzednica (gmina w guberni augustowskiej)
Srzednica – dawna gmina wiejska istniejąca w XIX wieku w guberni augustowskiej. Siedzibą władz gminy była Srzednica.

## Historia

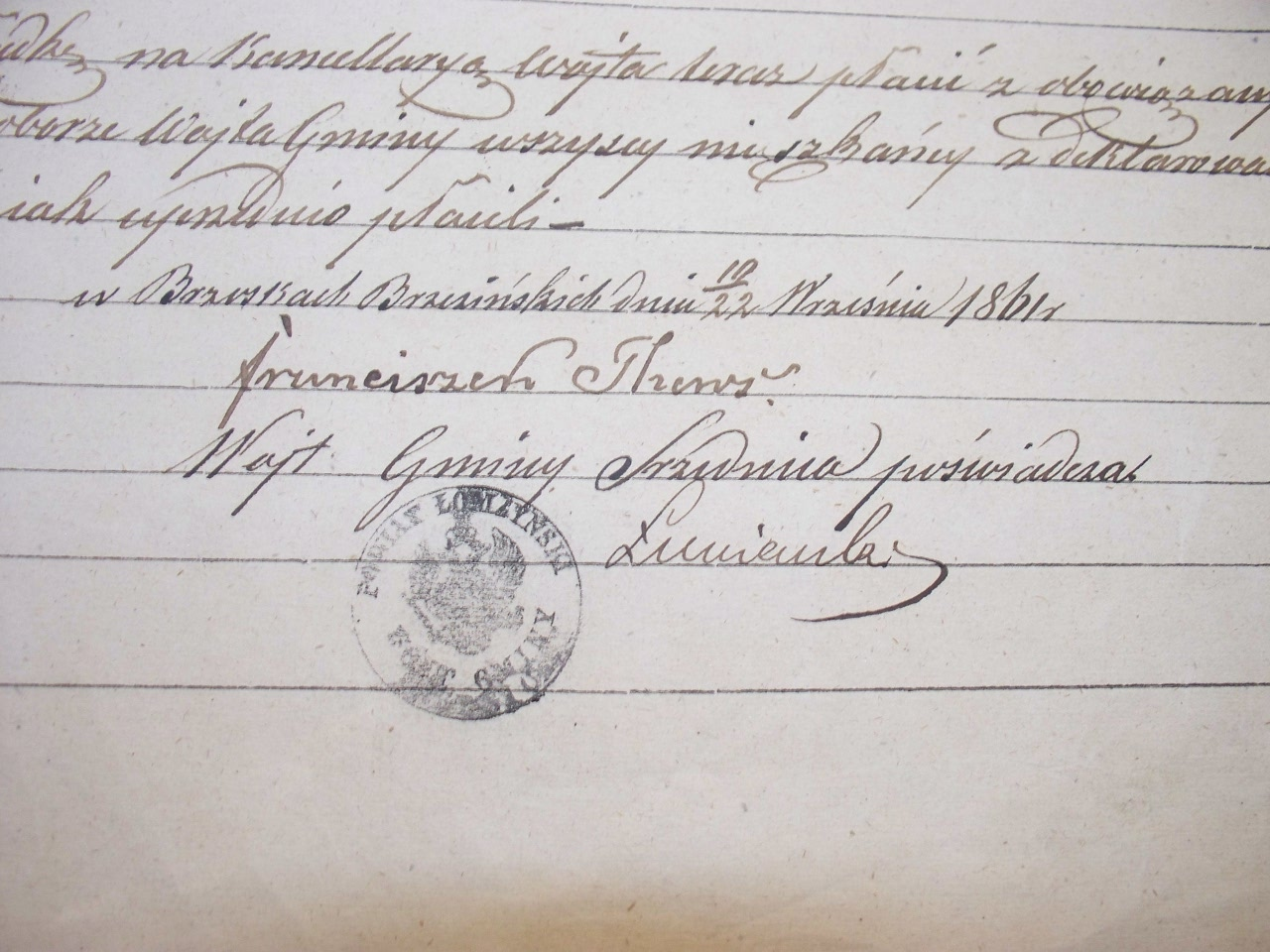
Fragment dokumentu z 10/22 września 1861 roku z podpisem ostatniego wójta gminy Srzednica

Przed powstaniem gminy Srzednica, miejscowości wchodzące w jej skład (Brzoski i Srzednica) znajdowały się administracyjnie:
- 1513–1795 w Województwie podlaskim (I Rzeczpospolita), ziemia bielska, powiecie brańskim
- 1795–1807 w Prusach Nowowschodnich, departamencie białostockim, powiecie suraskim
- 1807–1815 w Departamencie łomżyńskim, powiecie tykocińskim
- 1816–1837 w Województwie augustowskim, obwodzie łomżyńskim, powiecie tykocińskim

Gmina Srzednica jest wymieniona w 1822 r. w Dzienniku Urzędowy Województwa Augustowskiego w raporcie Kommisarza deleg. do Obwodu Łomżyńskiego: parafia Wysocka – miasto Wysokie, gm. Srzednica i Bryki. Według stanu ilościowego mężczyzn dorosłych w miastach i gminach powiatu tykocińskiego w grudniu 1830 r. w gminie Srzednica było 519 mężczyzn.
W 1842 r. obwód łomżyński, który dotąd składał się z powiatów łomżyńskiego i tykocińskiego, stał się powiatem łomżyńskim, natomiast powiat tykociński zlikwidowano. W tym czasie powiaty dzieliły się na okrągi (okręgi).
- 1837–1866 w Guberni augustowskiej, powiecie łomżyńskim

W okrągu tykocińskim, gmina Srzednica, parafia Wysokie Mazowieckie.
Według dokumentu z 7/19 lipca 1861 r. w skład gminy Srzednica wchodziły następujące miejscowości: Brzoski Tatary, Brzoski Stare, Brzoski Gromki, Brzoski Brzezińskie, Brzoski Falki oraz Srzednica Jakubowięta, Srzednica Maćkowięta, Srzednica Pawłowięta. Na dokumencie poświadczającym sporządzony w Brzoskach Brzezińskich 10/22 września 1861 r. dla Franciszka Thewsa figuruje podpis wójta gminy Srzednica – Sz. P. Łuniewski. (prawd. Józef – był to ostatni wójt).
Gmina Srzednica występuje w strukturze własnościowej gospodarstw rolnych, w momencie powstania powiatu mazowieckiego w 1866 r. w świetle deklaracji właścicieli gruntów podających przestrzeń i dobroć posiadanej ziemi, celem określenia wysokości podatku.
Po zniesieniu gminy Srzednica (Średnica) 19 (31) grudnia 1866 r. miejscowości wchodzące w skład jej trafiły do gminy Szepietowo. Gdy powstała gmina Mazowieck w 1870 r. Brzoski Falki i Brzoski Brzezińskie weszły do tej gminy. A w gminie Szepietowo pozostały Brzoski Gromki, Brzoski Stare, Brzoski Tatary oraz Srzednica Jakubowięta, Srzednica Maćkowięta, Srzednica Pawłowięta.
Skład gminy potwierdza również Przewodnik po Królestwie Polskim.